# Euphyia eolinda
Euphyia eolinda är en fjärilsart som beskrevs av Louis Beethoven Prout 1933. Euphyia eolinda ingår i släktet Euphyia och familjen mätare. Inga underarter finns listade i Catalogue of Life.